# Kaakkurilammi (Nedertorneå socken, Norrbotten, 733446-187152)
Kaakkurilammi är en sjö i Haparanda kommun i Norrbotten och ingår i Torneälven-Keräsjokis kustområde.